# Vienna (Wisconsin)
Vienna es un pueblo ubicado en el condado de Dane en el estado estadounidense de Wisconsin. En el Censo de 2010 tenía una población de 1482 habitantes y una densidad poblacional de 16,16 personas por km².

## Geografía
Vienna se encuentra ubicado en las coordenadas 43°14′54″N 89°25′45″O / 43.24833, -89.42917. Según la Oficina del Censo de los Estados Unidos, Vienna tiene una superficie total de 91.7 km², de la cual 90.88 km² corresponden a tierra firme y (0.89%) 0.82 km² es agua.

## Demografía
Según el censo de 2010, había 1482 personas residiendo en Vienna. La densidad de población era de 16,16 hab./km². De los 1482 habitantes, Vienna estaba compuesto por el 97.03% blancos, el 0.2% eran afroamericanos, el 0.27% eran amerindios, el 0.4% eran asiáticos, el 0% eran isleños del Pacífico, el 1.55% eran de otras razas y el 0.54% pertenecían a dos o más razas. Del total de la población el 4.25% eran hispanos o latinos de cualquier raza.